# Louis de Sainte-Marthe
Louis de Sainte-Marthe (Loudun, 20 décembre 1571 - Loudun, 29 avril 1659) est un historien et humaniste français, frère jumeau de Scévole de Sainte-Marthe (1571-1650). Il a écrit d'importants ouvrages historiographiques avec ce dernier.

## Biographie
Louis appartenait à la famille Sainte-Marthe, une famille d'humanistes et d'érudits réputés qui prospérèrent en France entre le XVIe et le XVIIIe siècle. Fils de Scévole Ier (1536-1623), illustre poète et homme politique du Poitou, il commence ses études humanistes avec son frère jumeau, Scévole, à Poitiers. 
Plus tard, les deux frères étudièrent le droit à Angers. Le président de Thou mit sa riche bibliothèque à la disposition des jeunes. Louis et son frère Scévole se consacrèrent à la recherche historiographique. Avec son frère, il fut nommé historien du roi en 1620 et commença par l’Histoire généalogique de la Maison de France, qui remporta un vif succès. 
Les deux continuèrent avec l'histoire généalogique de la maison de La Trémoïlle. Enfin, ils ont coopéré avec les bénédictins Jean Chenu et Claude Robert à la monumentale Gallia Christiana, qui sera poursuivie par de nombreux membres de la famille: les trois fils de Scévole, tandis que Denis (1650-1725) en commencera une nouvelle édition.

## Œuvres
- Histoire généalogique de la Maison de France: reueue et augmentee en cette troisiesme edition. Auec les illustres familles sorties des Reynes & Princesses du Sang. Par Sceuole & Louis de Saincte-Marthe, 2 vol. A Paris: chez Sebastien Cramoisy, imprimeur ordinaire du Roy, & de la reyne regente: et Gabriel Cramoisy, rue S. Iacques, aux Cicognes, 1647
- Histoire généalogique de la maison de La Trémoïlle. Justifiées par chartes d'églises, arrêts du parlement, titres du trésor des chartes. Paris, Simeon Piget, 1668.
- Traitté historique des armes de France et de Navarre et de leur origine. Par m. de Sainte Marthe, À Paris: chez Lambert Roulland, imprimeur ord. de la Reyne proche Saint Hilaire, aux armes de la Reyne, 1673

## Biographie
- «Sainte-Marthe, Gaucher III, detto Scévole.  II de». In: Enciclopedia Biografica Universale, Roma: Istituto dell'Enciclopedia Italiana, Vol. XVII, 2007
- « Les Sainte-Marthe ». In: Auguste Jal, Dictionnaire critique de biographie et d'histoire: errata et supplément pour tous les dictionnaires historiques d'après des documents authentiques inédits, Paris, Plon, 1867, pp. 842-843 (Google books)

## Source
- Notices d'autorité :   - VIAF
  - ISNI
  - BnF (données)
  - IdRef
  - LCCN
  - GND
  - Espagne
  - Belgique
  - Pays-Bas
  - NUKAT
  - Vatican
  - Portugal
  - WorldCat